# Lencouacq
Lencouacq (gaskonsko Lencoac) je naselje in občina v francoskem departmaju Landes regije Akvitanije. Naselje je leta 2009 imelo 396 prebivalcev.

## Geografija
Kraj leži v pokrajini Gaskonji na robu naravnega regijskega parka Landes de Gascogne, 29 km severovzhodno od Mont-de-Marsana.

## Uprava
Občina Lencouacq skupaj s sosednjimi občinami Arue, Bourriot-Bergonce, Cachen, Labastide-d'Armagnac, Maillas, Pouydesseaux, Retjons, Roquefort, Saint-Gor, Saint-Justin, Sarbazan in Vielle-Soubiran sestavlja kanton Roquefort s sedežem v Roquefortu. Kanton je sestavni del okrožja Mont-de-Marsan.

## Zanimivosti
- cerkev sv. Janeza Evangelista,
- ruševine špitalske komanderije Marije Magdalene, Bessaut, ustanovljene v 13. stoletju pod Malteškimi vitezi, nekdanje romarske postaje na poti v Santiago de Compostelo, Via Lemovicensis.

## Pobratena mesta
- Kembs (Haut-Rhin, Alzacija);